# Rechon Life Science
Rechon Life Science är ett svenskt läkemedelsföretag med säte i Malmö. 
Företaget grundades 2007, då man tog över Ferrings tidigare produktionsanläggning. Rechon Life Science ägs av Shanghai Dongbao Biopharmaceutical (Dongbao).
Enligt planerna ska Rechon ska bli en spjutspets för moderbolagets kinesiska läkemedel som ska lanseras i Europa. Tanken är att den aktiva läkemedelssubstansen ska importeras från Kina för att sedan beredas till färdiga läkemedel i Sverige. Genom att ha slutproduktionen i Limhamn kan Dongbao utnyttja fabrikens kvalitetskunnande för att få produkterna godkända av europeiska läkemedelsmyndigheter. 
År 2003 hade Ferrings läkemedelsfabrik 220 anställda. Under den nya ägaren fanns 2008 totalt 85 anställda.